# Julio Lozano Díaz
Julio Lozano Díaz (Tegucigalpa, 27 de marzo de 1885 - Miami, Estados Unidos de América, 20 de agosto de 1957) fue un contable, político y Cuadragésimo Presidente de la república de Honduras entre los años 1954 a 1956, tras la renuncia del presidente doctor Juan Manuel Gálvez.

## Biografía
Julio Lozano Díaz nació en la ciudad de Tegucigalpa, el 27 de marzo de 1885. Sus padres fueron Julio Lozano Travieso y Josefa Díaz Gónzales. Contrajo matrimonio con Laura Vigil Lozano.

### Formación laboral
Lozano Díaz fue un perito mercantil y contador público, lo que le valió un puesto en la Rosario Mining Company de San Juancito durante sus años formativos. Fue "uno de los hombres que en el escalafón del servicio administrativo ocupó casi todas las posiciones burocráticas exceptuando las del ramo de educación pública."

De joven se inició prestando sus servicios en el ramo de Hacienda. Luego se convirtió en Administrador de Rentas, Administrador de Aduana, subsecretario y después secretario de estado en el despacho de Hacienda y Crédito Público. Además desempeñó las carteras de Relaciones Exteriores, Gobernación, Justicia, Sanidad y Beneficencia Pública, Fomento, Agricultura y Trabajo. En el servicio diplomático, cumplió misiones importantes siendo Embajador en Washington D. C..
Se desempeñó como administrador general y gerente de la empresa de transportes terrestres Dean y administrador de rentas y aduanas de Puerto Castilla, La Ceiba y Tela. Vicepresidente del Congreso Nacional de Honduras en 1933. Ministro de Economía, Hacienda y Crédito Público durante la administración de Tiburcio Carías Andino. Ministro de Relaciones Exteriores de 1937 a 1938.
Experto negociador en el manejo de la deuda con los tenedores de bonos ingleses del Ferrocarril Nacional de Honduras interoceánico, contraída durante la administración del Presidente General José María Medina. Vicepresidente de la República y Ministro de Gobernación, Hacienda, Fomento, Sanidad y Trabajo durante la administración de Juan Manuel Gálvez (1949-1954). Fundador del Partido Unión Nacional (PUN).

### Antecedentes
Descontento el expresidente Tiburcio Carías Andino con los programas de liberalización impulsados por el presidente Gálvez, y a pesar de su avanzada edad, decidió postularse para presidente y aseguró la nominación del Partido Nacional (PNH). Este movimiento, sin embargo, dividió al partido y los miembros más moderados se separaron para formar el Movimiento Nacional Reformista (MNR).

La división del partido en el poder alentó al Partido Liberal (PLH), que se unió detrás de Ramón Villeda Morales, un médico de Tegucigalpa quien fue visto como un poco a la izquierda en el espectro político del partido. Tanto la campaña y las elecciones fueron muy libres y honestas. El 10 de octubre de 1954, aproximadamente 260.000 de los más de 400 mil votantes acudieron a las urnas. Ramón Villeda Morales ganó una pluralidad de gran tamaño con 121.213 votos, Tiburcio Carias Andino recibió 77.041, y Abraham Williams Calderón llevó a 53.041.
El PLH también obtuvo la mayoría en la legislatura. Sin embargo, bajo las leyes de Honduras, era necesario obtener una mayoría para ser elegido presidente. Villeda Morales quedó corto de esa mayoría por unos 8,000 votos. El escenario estaba listo para una repetición del paro que generó la elección de 1954. La constitución requería, en primer lugar, que dos tercios de los miembros de la nueva legislatura debían estar presentes y votar para elegir a un presidente y, en segundo lugar, que el vencedor debe recibir dos tercios de votos de la legislatura. Para complicar aún más las cosas, Gálvez se fue a Miami supuestamente para recibir tratamiento médico, aunque algunas fuentes aseguran que este simplemente huyó del país, dejando el gobierno en manos del vicepresidente Julio Lozano Díaz.
Incapaz de reconciliar sus diferencias y no dispuestos a aceptar a Villeda Morales como presidente, los diputados del PNH y MNR boicotearon la asamblea legislativa, produciendo una crisis constitucional. Esa Constitución estipulaba que en caso de bloqueo del Congreso le correspondía a la Corte Suprema de Justicia elegir al presidente. Pero los miembros de la corte eran personas nombradas por Carías, por esta razón, el PLH se opuso a tal curso de acción.
En esta coyuntura, Lozano Díaz repentinamente suspendió la legislatura y anunció que actuaría como presidente hasta nuevas elecciones. Lozano Díaz declaró que iba a formar un gobierno de unidad nacional con miembros del gabinete tomadas de todos los grandes partidos y recibió promesas de apoyo de los tres candidatos en las elecciones de 1954. En su discurso del 6 de diciembre anunció que él "actuaría como un sol magnífico, que a todos ilumina y a nadie quema." De acuerdo al historiador Longino Becerra: "Al principio todo fue armonía entre las fuerzas que se repartieron el poder político de la Nación." Lozano Díaz, el 10 de diciembre de 1954 se proclamó Jefe Supremo del Estado, disolvió el Congreso Nacional de Honduras y lo reemplazó por un Consejo Consultivo de Estado.

## Administración de Lozano Díaz
Lozano Díaz comenzó su periodo como presidente con una amplia base de apoyo que erosionaron rápidamente. Dio a conocer un ambicioso plan de desarrollo a ser financiado por préstamos internacionales y el aumento de impuestos. Un Consejo de Estado, encabezado por un miembro PLH, pero incluidos los miembros de los tres principales partidos, fue nombrado para reemplazar el congreso suspendido hasta que una asamblea constituyente fuese elegida para escribir una nueva constitución.
De alguna forma, Lozano Díaz mantuvo el programa de reforma de los años anteriores, dando así continuidad a la administración Gálvez. Se extendió el voto a las mujeres el 25 de enero de 1955 y se introdujo una Carta Fundamental de Garantías del Trabajo en 1955, la cual abarcó prácticamente todos los aspectos de las relaciones laborales desde el salario mínimo hasta la negociación colectiva.
En el mismo año, se dio un consejo nacional económico, después paso a convertirse en el Consejo Superior de Planificación Económica (CONSUPLANE). Este organismo fue fundado para proporcionar las bases de la planificación económica ante la Alianza para el Progreso, condición necesaria para el acceso a desembolsos de ayuda económica.
El 31 de diciembre de 1955, el Jefe de Estado Julio Lozano Díaz, desde su residencia de Villa Royse dirigió a la nación mediante una emisión radial, finalizando así un año caótico y afirmando lo siguiente en su discurso: "...Gran parte de nuestro pasado político tiene mucho de la maldición de las dos ciudades destruidas y por lo mismo debemos olvidarlo. No volvamos la mirada hacia atrás."
Lozano, sin embargo, pronto dejó claro que no tenía ninguna intención de entregar el poder en elecciones libres; organizó su propio partido (Partido Unión Nacional, o PUN) y contó con el apoyo de las compañías bananeras y "la burguesía disidente del partido nacional."  Lozano limitó las actividades de otros partidos políticos y, en julio de 1956, Villeda Morales y otros líderes PLH fueron arrestados y llevados de repente en el exilio. Unas semanas más tarde, el gobierno aplastó un levantamiento de 400 soldados en la capital. La opinión pública, sin embargo, se estaba convirtiendo cada vez más hostil al presidente, y los rumores de su inminente caída había comenzado a circular.
Tras el levantamiento de agosto de 1956, la salud Lozano Díaz comenzó a deteriorarse, pero se aferró tenazmente al poder. Las elecciones para la legislatura en octubre fueron boicoteadas por la mayoría de la oposición, que denunció que el proceso fue abiertamente amañado para favorecer a los partidarios del presidente. Los resultados parecían confirmar estas acusaciones, ya que el PUN fue declarado ganador de todos los cincuenta y seis asientos del Congreso. La alegría de sus victorias sin embargo, fue muy corta.

## Golpe de Estado y muerte
El 21 de octubre, las fuerzas armadas, dirigidas por el director de la Escuela Militar, General Roque J. Rodríguez, el comandante de la Fuerza Aérea, Coronel Héctor Caraccioli y por el Mayor e ingeniero, Roberto Gálvez Barnes, hijo del expresidente, derrocaron a Julio Lozano Díaz y establecieron una junta militar para gobernar el país.

Este golpe marcó el inicio de la 'intervención directa del ejército en la vida política del país.' Asimismo, por primera vez, las fuerzas armadas habían actuado como una institución y no como el instrumento de un partido político o de un líder individual.
Los nuevos gobernantes representaban a los elementos más jóvenes, más nacionalistas y reformistas del ejército. Todos ellos habían sido producto de la profesionalización del ejército llevado a cabo en las décadas de 1940 y 1950. La mayoría había recibido algún tipo de formación militar por asesores militares norteamericanos, ya sea en Honduras o en el extranjero. De esta manera comenzó lo que en las próximas décadas sería el comienzo del intervencionismo militar en la política hondureña.
Julio Lozano Díaz y su esposa, fueron exiliados, partiendo hacia la ciudad de Miami, en los Estados Unidos de América, donde a los pocos meses murió en dolor de abandono y de soledad.

## Legado
- 1936 "Conceptos errados de tres políticos hondureños".
- 1938 "La industria minera en Honduras protegida por el Estado".

### Museo Villa Roy
Su viuda, la señora Laura Vigil de Lozano, donaría al Estado una mansión de arquitectura italiana renacentista, dicho edificio tendría la finalidad, en 1974, de convertirse en Museo Villa Roy, hoy renombrado como Museo de Historia Republicana Villa Roy, que contaba con una innumerable colección de objetos a partir de inicios del siglo XX. 